# Томс Тілля
Томс Тілля (латис. Toms Tiļļa; народився 19 вересня 1990, Лієпая, Латвія) — латвійський хокеїст, нападник. Виступає в ризькому «Динамо-Юніорс» та виступав у «Металургс» (Лієпая), виступав у складі юніорської збірної Латвії (U-18).